# مارک تریلس
مارک تریلس (انگلیسی: Marc Trilles؛ زادهٔ ۸ اوت ۱۹۹۱) بازیکن فوتبال اهل اسپانیا است.